# Ulrich Herrmann (Drehbuchautor)
Ulrich Herrmann (* 4. Januar 1959 in Offenburg) ist ein deutscher Drehbuchautor, Publizist, Fernsehfilmredakteur und -produzent.

## Leben

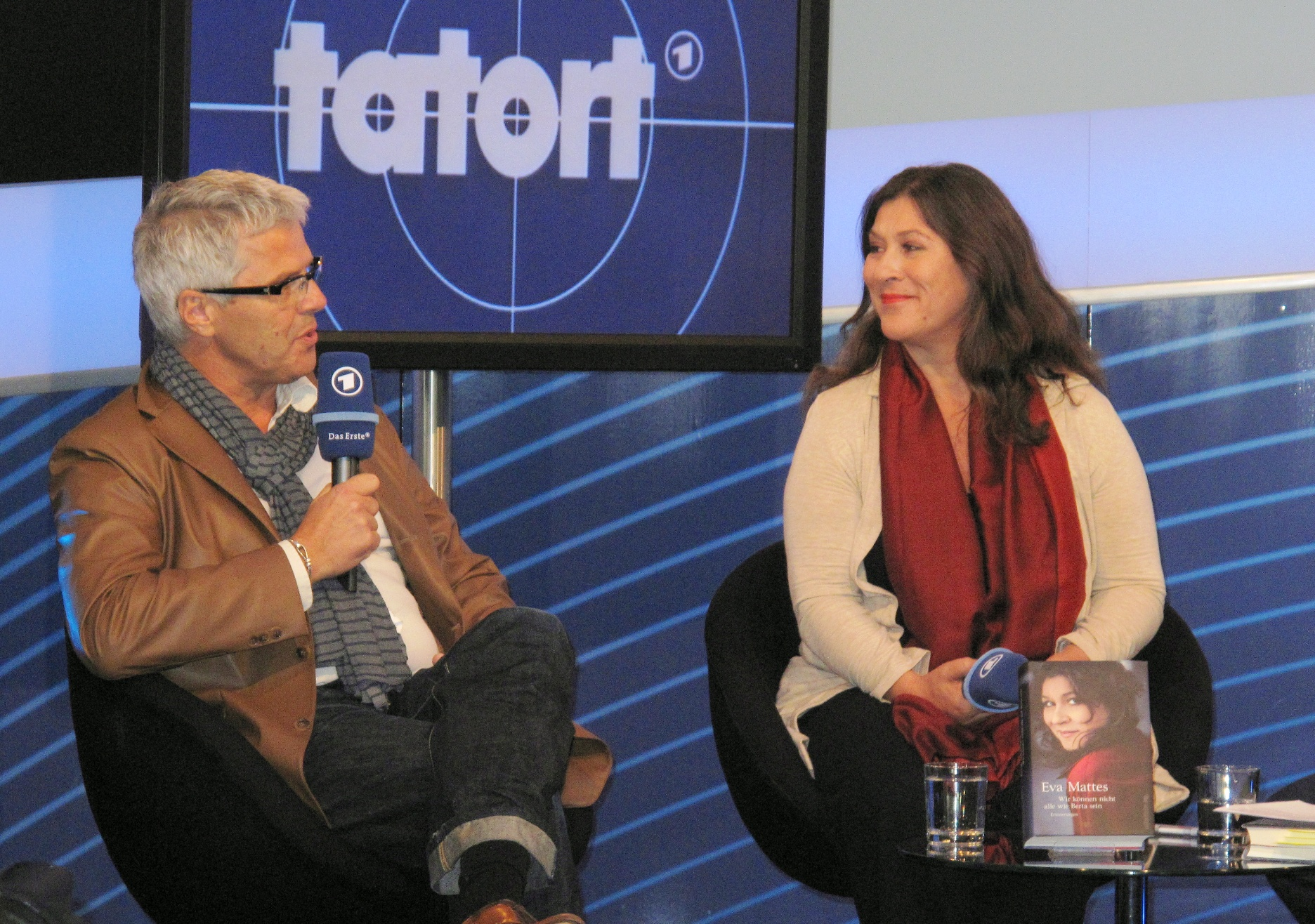
Ulrich Herrmann mit Eva Mattes bei der Frankfurter Buchmesse 2011

Ulrich Herrmann war nach seinem Studium der Geschichte und Germanistik an der Freiburger Albert-Ludwigs-Universität als Regie- und Dramaturgieassistent am Theater beschäftigt, in Freiburg und am Hamburger Deutschen Schauspielhaus. In den 1990er Jahren schrieb er Film- und Theaterkritiken für die Wochenzeitung Die Zeit und die Frankfurter Rundschau.
Seit 1994 war Herrmann als Fernsehfilmredakteur beim SWR verantwortlich für Fernsehfilme und Kino-Koproduktionen wie die oscarnominierten Filme Sophie Scholl – Die letzten Tage und Toni Erdmann. Als Redaktionsleiter und Redakteur verantwortete er Filme der Tatort-Reihe, so mit Eva Mattes als Konstanzer Kommissarin Klara Blum (bis 2016), den Tatort in Ludwigshafen mit Ulrike Folkerts und Lisa Bitter, in Stuttgart mit Richy Müller und Felix Klare und für den in Freiburg im Breisgau beheimateten Tatort Schwarzwald mit Eva Löbau und Hans-Jochen Wagner (beide Formate bis 2024). Mit 60 von ihm entwickelten Tatort-Folgen hat er die meisten Folgen in der Tatort-Historie verantwortet.  
2004/2005 war er Gastprofessor an der Staatlichen Hochschule für Gestaltung Karlsruhe. Aus seiner Lehrtätigkeit, verknüpft mit seiner Erfahrung in der Entwicklungsarbeit mit Drehbuchautoren, ging seine Publikation Stoff – Von der Idee zum Drehbuch hervor. Darin versucht er anhand von Gesprächen mit Drehbuchautoren eine Abgrenzung von amerikanischen, handlungsorientierten Drehbuch-Ratgebern, indem er den Autor und die Entwicklung seiner Figuren ins Zentrum des Interesses rückt.
Seit 2006 ist Herrmann als freier Drehbuchautor tätig. Er schrieb das Drehbuch zum RAF-Drama Schattenwelt über die Konfrontation der Tochter eines Terroropfers mit dem aus der Haft entlassenen Täter, 2007 verfilmt von Connie Walther. 2013 kam Nachtzug nach Lissabon mit Jeremy Irons, Charlotte Rampling und Bruno Ganz in die Kinos. Das Drehbuch nach der gleichnamigen Romanvorlage von Pascal Mercier schrieb Herrmann gemeinsam mit Greg Latter.
Herrmann ist seit 2018 Mitglied der Deutschen Akademie der Darstellenden Künste.
Er entwickelte, gemeinsam mit Susanne Gebhardt (SWR) und Lydia Leipert (BR), die kontrovers diskutierte, mit zuletzt 760.000 Followern erfolgreiche Instagram-Serie #IchBinSophieScholl (Start am 9. Mai 2021).

## Drehbücher
- 2008: Schattenwelt
- 2013: Nachtzug nach Lissabon

## Auszeichnungen
- 2013: Deutscher Fernsehpreis für die Fernsehserie Zeit der Helden (Redaktion), im März 2014 zudem ausgezeichnet mit dem deutschen Grimme-Preis.
- 2016: Premio Ondas International TV Award für die Film-Trilogie "NSU - Mitten in Deutschland" (Redaktion SWR, mit Martina Zöllner), den er am 9. November 2016 stellvertretend für die ARD (SWR, WDR, BR) in Barcelona entgegennahm.
- 2017: Deutscher Fernsehpreis (Bester Mehrteiler) für Mitten in Deutschland; Redaktion von Teil 1 Die Täter – Heute ist nicht alle Tage (gemeinsam mit Martina Zöllner).
- 2022: New Media Journalism Award 2021 des Österreichischen Journalist*innen Clubs, gemeinsam mit Susanne Gebhardt (SWR) und Lydia Leipert (BR), für die Instagram-Serie #IchBinSophieScholl.
- 2022: Prix Italia in der Kategorie Web Fiction, gemeinsam mit Susanne Gebhardt (SWR) und Lydia Leipert (BR), für die Instagram-Serie #IchBinSophieScholl

## Publikationen
- Stoff – Von der Idee zum Drehbuch. Verlag der Autoren, Frankfurt am Main 2005, ISBN 3886612775.